# 九井站
九井站（韓語：구정역）是朝鮮民主主義人民共和國平安南道殷山郡的一個鐵路車站，属于平德线和梓洞线。

## 邻近车站
平德线
院倉站 - 九井站 - 松南青年站
梓洞线
九井站 - 梓洞站